# Línea 116 (Montevideo)

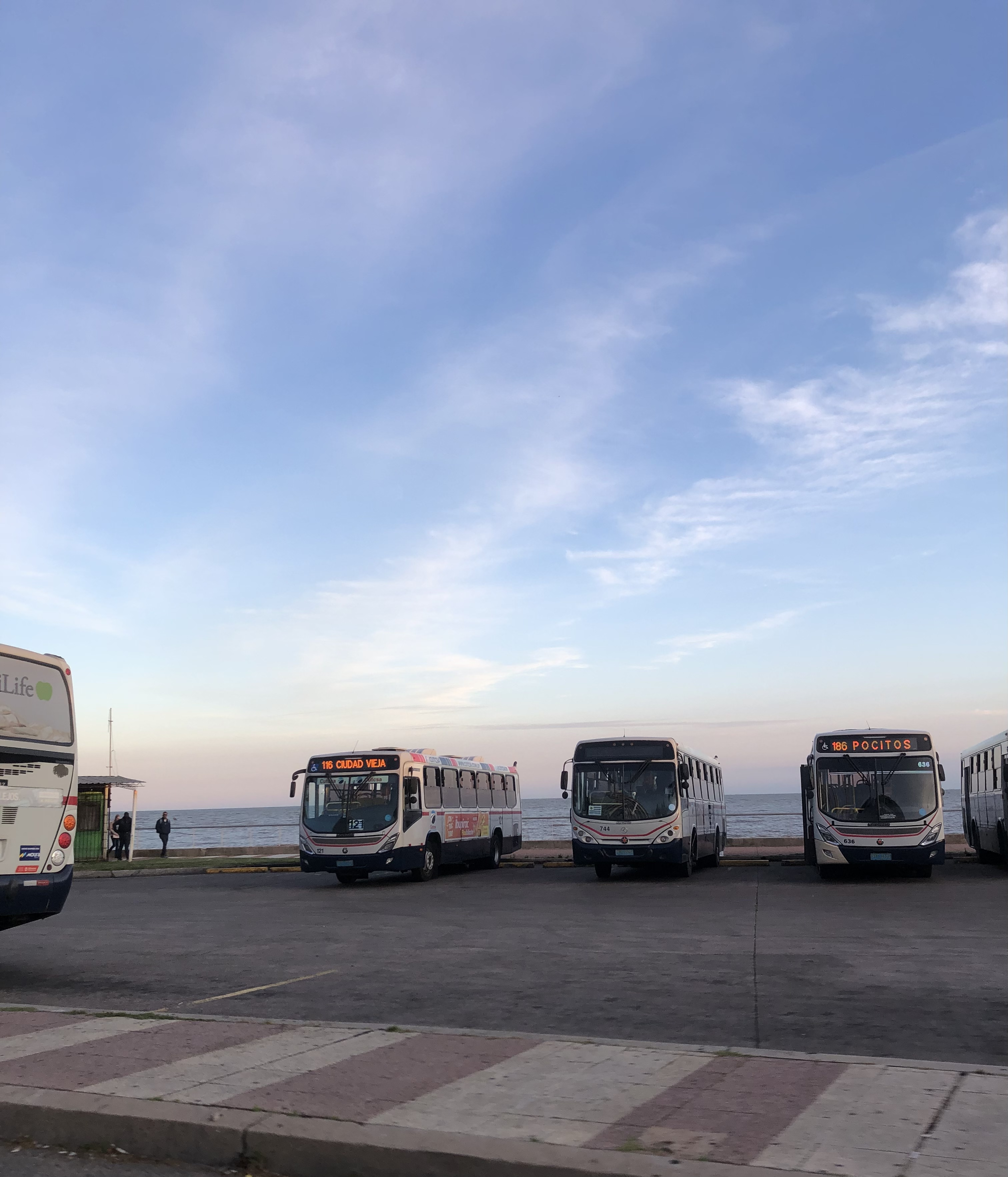
Línea 116 en la Terminal Pocitos.

La línea 116 es una línea urbana de Montevideo que une mediante circuito la Ciudad Vieja con Pocitos.

## Características
Fue creada en 1930 como la línea principal de la entonces Cooperativa de Ómnibus Línea B, recibiendo la denominación de línea B. Siete años después, con la conformación de la Compañía Uruguaya del Transporte Colectivo recibe la denominación de línea 116.
En la actualidad, desde las 20:00 horas se establece su última parada a pocos metros de la intersección de las calles Buenos Aires e Ituzaingó, pasando a anunciar en cartel el destino “Ciudad Vieja -Teatro Solís”.

## Recorridos
| - Juan Lindolfo Cuestas - Buenos Aires - Liniers - San José - Ejido - Avenida 18 de Julio - Constituyente - Canelones - Juan Paullier - Bulevar España - 21 de septiembre - Juan Benito Blanco - 26 de Marzo - Avenida Luis Alberto de Herrera - Rambla Charles de Gaulle - Terminal Pocitos. | - Terminal Pocitos - Rambla Charles de Gaulle - Avenida Luis Alberto de Herrera - 26 de Marzo - Miguel Barreiro - Rambla República del Perú - Rambla Gandhi - 21 de septiembre - Bulevar España - Constituyente - Canelones - Wilson Ferreira Aldunate - Río Branco - Uruguay - 25 de Mayo - Juncal - Cerrito - Juan Lindolfo Cuestas |

## Barrios
Atraviesa diferentes barrios de la ciudad, entre ellos: Ciudad Vieja, Centro, Barrio Sur, Cordón, Parque Rodó, Punta Carretas y Pocitos.